# Den første Kærlighed (film fra 1925)
Den første Kærlighed (originaltitel The Denial) er en amerikansk stumfilm fra 1925 instrueret af Hobart Henley.

## Medvirkende
- Claire Windsor som Mildred
- Bert Roach som Arthur
- William Haines som Lyman
- Lucille Ricksen som Dorothy
- Robert Agnew som Billie
- Emily Fitzroy som Rena
- William Eugene som Eugene
- Estelle Clark som Rosie